# Tillandsia biflora
Tillandsia biflora es una especie de planta epífita dentro del género  Tillandsia, perteneciente a la  familia de las bromeliáceas.  

## Descripción
Son plantas acaulescentes, que alcanza un tamaño de 30–38 cm de alto en flor. Hojas de 15–27 cm de largo; vainas 3–3.5 cm de ancho, pálidas, con manchas purpúreas o café obscuras a café-purpúreas, lepidotas; láminas liguladas, 2–2.5 cm de ancho, indumento pálido-lepidoto esparcido. Escapo de 15–24 cm de largo, brácteas foliáceas imbricadas; inflorescencia 2-pinnado compuesta, erecta a arqueada, brácteas primarias foliáceas con vainas mucho más largas que las espigas inferiores; espigas 1–2.5 cm de largo, con 1–3 (–4) flores, divergentes a subpatentes, brácteas florales de 1 cm de largo, más cortas hasta subiguales a los sépalos, ascendentes a subpatentes, carinadas, nervadas, glabras a esparcidamente lepidotas, cartáceas a membranáceas, flores sésiles o casi así; sépalos (0.9–) 1.1–1.5 cm de largo, libres a connados 1.5 mm de su longitud; pétalos purpúreos. El fruto en forma de cápsulas 2–3 cm de largo.

## Distribución y hábitat
Es una especie rara, que se encuentra en bosques húmedos y pluvioselvas, en la zona norcentral; a una altitud de 1300–1600 metros; fl abr, fr ene; desde Nicaragua a Venezuela, Ecuador y Bolivia. Los individuos con muchas flores en las ramas florales son similares a Tillandsia leiboldiana, pero pueden distinguirse de esta especie por sus brácteas florales más cortas o raramente subiguales a los sépalos.

## Taxonomía
Tillandsia biflora fue descrita por Ruiz & Pav. y publicado en Flora Peruviana, et Chilensis 3: 41, t. 268, f. b. 1802.
Etimología
Tillandsia: nombre genérico que fue nombrado por Carlos Linneo en 1738 en honor al médico y botánico finlandés Dr. Elias Tillandz (originalmente Tillander) (1640-1693).
biflora: epíteto latíno que significa "con dos flores"
Sinonimia
- Diaphoranthema biflora (Ruiz & Pav.) Beer
- Tillandsia augustae-regiae Mez
- Tillandsia biflora var. cruenta Andre ex Wittm.
- Tillandsia grisebachiana Baker
- Tillandsia violacea Klotzsch ex Beer[8][9]